# Кукурпе (муниципалитет)
Кукурпе (исп. Cucurpe) — муниципалитет в Мексике, штат Сонора, с административным центром в одноимённом городке. Численность населения, по данным переписи 2020 года, составила 863 человек.

## Общие сведения
Название Cucurpe с языка индейцев опата можно перевести как — место перепелов.
Площадь муниципалитета равна 1577,9 км², что составляет 0,9 % от площади штата, а наиболее высоко расположенное поселение Эль-Пальмильяль, находится на высоте 1250 метров.
Он граничит с другими муниципалитетами Соноры: на севере с Магдаленой и Имурисом, на востоке с Ариспе, на юге с Оподепе, и на западе с Санта-Аной.

## Учреждение и состав
Муниципалитет был образован в 1932 году, по данным 2020 года в его состав входит 80 населённых пунктов, самые крупные из которых:
| Код INEGI                  | Населённый пункт                                                                 | Численность населения (2005 год) | Численность населения (2010 год) | Численность населения (2020 год) |
| -------------------------- | -------------------------------------------------------------------------------- | -------------------------------- | -------------------------------- | -------------------------------- |
| 022                        | Всего                                                                            | 798                              | 958                              | 863                              |
| 0001                       | Кукурпе (исп. Cucurpe) 30°19′45″ с. ш. 110°42′21″ з. д. (административный центр) | 480                              | 588                              | 595                              |
| 0023                       | Капорачи (исп. Caporachi) 30°20′10″ с. ш. 110°42′14″ з. д.                       | 18                               | 24                               | 20                               |
| 0022                       | Каньяда-Анча (исп. Cañada Ancha) 30°21′58″ с. ш. 110°43′18″ з. д.                | 4                                | 11                               | 15                               |
| 0053                       | Эль-Пинтор (исп. El Pintor) 30°22′32″ с. ш. 110°43′06″ з. д.                     | 5                                | 14                               | 13                               |
| —                          | Прочие                                                                           | 291                              | 321                              | 220                              |
| Названия на карте Генштаба |                                                                                  |                                  |                                  |                                  |

## Экономическая деятельность
По статистическим данным 2000 года, работоспособное население занято по секторам экономики в следующих пропорциях:
- сельское хозяйство, скотоводство и рыбная ловля — 57,3 %;
- промышленность и строительство — 24,5 %;
- торговля, сферы услуг и туризма — 16,2 %;
- безработные — 2 %.

## Инфраструктура
По статистическим данным 2020 года, инфраструктура развита следующим образом:
- электрификация: 92,1 %;
- водоснабжение: 94,9 %;
- водоотведение: 97,5 %.